# Psychanalyse des contes de fées
Psychanalyse des contes de fées (The Uses of Enchantment) est un livre de Bruno Bettelheim paru en 1976.

## Présentation générale
Selon l’auteur, il a « été écrit pour aider les adultes, et plus spécialement ceux qui ont charge d’enfants, à comprendre l'importance des contes de fées ».

## Résumé
À travers plusieurs contes populaires tels que Blanche-Neige ou La Belle et la Bête, Bettelheim y analyse le contenu psychanalytique des contes pour enfants, s'attachant en particulier à de grands thèmes comme le complexe d'Œdipe ou encore la rivalité fraternelle chez les enfants. Il montre comment ces contes répondent aux angoisses des enfants en les informant sur les épreuves à venir et les efforts à accomplir avant d'atteindre la maturité. Il met en perspective différentes versions des contes et montre quelles sont celles qui correspondent le mieux à la structuration psychologique de l'enfant. Ainsi, telle version des Trois Petits Cochons permet au jeune enfant d'intégrer la nécessité, pour grandir, de passer du principe de plaisir (régi par la prévalence du monde imaginaire, de la toute-puissance infantile) au principe de réalité (régi par les contraintes de la vie quotidienne, liées à la socialisation) ; ce que ne permettent pas, d'après Bettelheim, d'autres versions.
Bettelheim soutient que « Tout conte de fées est un miroir magique qui reflète certains aspects de notre univers intérieur et des démarches qu'exige notre passage de l'immaturité à la maturité. Pour ceux qui se plongent dans ce que le conte de fées a à communiquer, il devient un lac paisible qui semble d'abord refléter notre image ; mais derrière cette image, nous découvrons bientôt le tumulte intérieur de notre esprit, sa profondeur et la manière de nous mettre en paix avec lui et le monde extérieur, ce qui nous récompense de nos efforts ».
Les mythes mettent en scène des personnalités idéales qui agissent selon les exigences du surmoi, tandis que les contes de fées dépeignent une intégration du moi qui permet une satisfaction convenable des désirs du ça.

## Plagiat
Après la mort de Bettelheim, Alan Dundes fait savoir qu'une partie de cet ouvrage est très proche de certains chapitres entiers de A Psychiatric Study of Myths and Fairy Tales: their origin, meaning, and usefulness, un ouvrage de Julius Heuscher publié en 1963, beaucoup moins diffusé. De nombreuses analyses rejoignent aussi l'essai de J. R. R. Tolkien intitulé Du conte de fées, publié en anglais en 1947 (Essays Presented to Charles Williams) mais issu d'une conférence de 1939 -  ce texte est cité par Bettelheim, mais sur des points secondaires, et non pour signaler les emprunts.